# Frenchcore
Frenchcore je subžánr Hardcore techno z poloviny 90. let vzniklý ve Francii. Slovo frenchcore bylo poprvé použito francouzským DJem Radium. Použitými zvuky připomíná Industrial Hardcore, ovšem je více melodický a podobný hardteknu. Charakterizuje se jednak tvrdým hard kickem, basou s distorzí a mnohdy doprovázejícími psychoidními zvuky. Tempo hudby dosahuje většinou 190 až 230 BPM. Pro svou podobnost může být frenchcore použit jako jiný název pro Industrial Terrorcore nebo Industrial Hardcore.

## Interpreti
- Al Core
- Androgyn Network
- Billx (dříve hardtek producent, který v roce 2017 svým albem "U Can't Stop the Rave" přešel na frenchcore, ke kterému později přidal i psytrance)
- Bit Reactors
- Cemtex
- D.O.M. (nyní již mrtvý projekt)
- Dj PenguinCore
- D-Tox Archivováno 16. 8. 2010 na Wayback Machine. (nyní již mrtvý projekt)
- Dam
- Death By Design
- DJ Japan Archivováno 26. 10. 2011 na Wayback Machine.
- Dr. Peacock
- Exode
- Fist Of Fury
- Frazzbass (nyní již mrtvý projekt)
- Hungry Beats (HDG & Krist-Off)
- Hellfish
- JKLL
- Maissouille
- Micropoint (Al Core & Radium)
- Pattern J
- Pirate Mind
- Progamers (Skoza, dříve i s RbMz)
- Prototype Hardcore
- Psiko
- Radium
- Randy
- RbMz (nyní již mrtvý projekt)
- Relakztek
- Remzcore
- Sefa
- Sirio
- Skeletron Archivováno 8. 11. 2012 na Wayback Machine. (nyní již mrtvý projekt)
- Skoza
- Subversion (Frazzbass & D-Tox)
- The Speed Freak
- The Braindrillerz
- The Mastery
- The Sawerz
- The Sickest Squad
- Very Bad Tricks (Pattern J & The Mastery)
- X-Mind

## Labely
- Abralcore
- Absurd Audio
- Audiogenic
- Brutale
- Deathchant
- Frenchcore Worldwide
- GGM Raw Digital
- Homicidal Gang
- Hotcore Records
- Kalibrate
- Neurotoxic
- Low Factory
- Noistorm
- Peacock Records
- Prague Nightmare
- Psychik Genocide
- Randy 909 % Records
- Social Teknology